# Atta mexicana
|  | Dieser Artikel wurde aufgrund von formalen oder inhaltlichen Mängeln in der Qualitätssicherung Biologie im Abschnitt „Insekten“ zur Verbesserung eingetragen. Dies geschieht, um die Qualität der Biologie-Artikel auf ein akzeptables Niveau zu bringen. Bitte hilf mit, diesen Artikel zu verbessern! Artikel, die nicht signifikant verbessert werden, können gegebenenfalls gelöscht werden. Lies dazu auch die näheren Informationen in den Mindestanforderungen an Biologie-Artikel. Begründung: Keine Beschreibung der Art, Vorhandenes redundant zum Artikel Atta (Gattung). -- Olaf Studt (Diskussion) 18:42, 11. Apr. 2022 (CEST) |

Atta mexicana ist eine Art der Blattschneiderameisen aus der Gattung Atta.

## Verbreitungsgebiet
Atta mexicana ist in Mittelamerika verbreitet. Die Art kommt in Kolumbien, El Salvador, Guatemala, Honduras, Mexiko, Panama und im Süden der Vereinigten Staaten vor.

## Taxonomie
Die Gattung hat 17 registrierte Arten, darunter Atta mexicana, die 1858 erstmals von Frederick Smith als Oecodoma mexicana beschrieben wurde.
Die Ameisen dieser Gattung sind exklusiv auf dem amerikanischen Kontinent, wo sie in den tropischen und subtropischen Regionen vom Süden der Vereinigten Staaten bis zum Norden Argentiniens in einer maximalen Höhe von 2000 Metern über dem Meeresspiegel verbreitet sind.